# Batalla de Setla de Nunyes
La batalla de Setla de Nunyes fou una de les batalles de l'alçament de la Segona Germania al Regne de València el 1693.

## Antecedents
La progressiva recuperació econòmica en l'últim terç del segle xvii, després de l'expulsió dels moriscos, coincidí amb una època de certa agitació social al camp. Les causes, més estructurals que conjunturals, estaven ubicades en les reivindicacions antifiscals i antisenyorials de la classe camperola benestant. La protesta venia de lluny i anava resolent-se de manera pacífica als tribunals. La classe camperola benestant pretenia eliminar la pressió senyorial com a intermediaris entre ells i la corona. És per això que, entre altres coses, es reivindicava la incorporació de les respectives poblacions al patrimoni reial.
La lenta acció judicial no era, però, compatible amb altres classes socials tensionades per la fam o l'exasperació fiscal, i de tant en tant anaren esclatant: revoltes de l'Horta de 1663, de la Valldigna el 1672, i del Camp de Morvedre el 1689. El punt màxim d'aquestes revoltes és el que es coneix com a Segona Germania, el 1693. Cal remarcar, però, que les revoltes sols tingueren lloc en aquells territoris que no pertanyien al territori reial, com per exemple el Ducat de Gandia.
Després del primer intent militaritzat d'acabar amb la protesta, a Pedreguer, Carlos Homo-Dei Lasso de la Vega, el Virrei de València proposà crear una junta d'advocats a València on els representants dels demandants podien exposar els seus arguments. En aquesta junta els demandants al·legaren certs drets concedits per Jaume el Conqueridor i els seus successors, però no foren acceptats per falta de proves documentals. Aleshores, els demandants recorregueren la sentència arbitral directament al Consell d'Aragó i demanaren la completa supressió de les càrregues senyorials. La demanda fou presentada per Francesc Garcia, llaurador benestant del Ràfol d'Almúnia i un dels principals caps del moviment aleshores, juntament amb Feliu Rubio i Bartomeu Pelegrí.
En arribar maig, l'època de la recol·lecció de la morera, els camperols es negaren a pagar les rendes i, fins i tot, a Carlet els vassalls del comte de Carlet es negaren a pagar els censos. Per segon cop, les tropes del virrei hagueren d'intervenir per sotmetre als insubmissos. Però amb l'entrada de l'estiu i l'arribada de les collites majors les vagues de rendes es reproduïren i generalitzaren.
A Vilallonga, dins del Ducat de Gandia, quatre llauradors foren detinguts per negar-se a partir la collita amb el seu senyor, i aquest fou l'últim detonant que feu esclatar la revolta armada. L'endemà, un avalot de tres mil hòmens prengué la ciutat de Gandia, i sense cap més violència, els quatre detinguts foren alliberats. L'alliberament, segurament inesperat, encoratjà els rebels a continuar les mobilitzacions i desplaçar-se cap a València, on demanarien justícia al virrei. Per a tal efecte, es va improvisar un exèrcit de huit batallons, dirigit pel barber i llaurador benestant de Muro d'Alcoi, Josep Navarro.
El virrei va reforçar Alzira i Cullera, i va ordenar a Ventura Ferrer, governador de Xàtiva, que avançara cap a Gandia amb un exèrcit de tres-cents hòmens a cavall, quatre-cents més de peu i dues peces d'artilleria, al qual se li uniren a Albaida, per on havien fugit els rebels, les milícies de Xàtiva, Algemesí i Carcaixent, i a Gandia, la cavalleria d'Oriola i Xàtiva, i el tros de cavalleria del comte de Carlet.

## Batalla
El combat entre la força reial, 1397 hòmens armats (520 homes a cavall i 877 a peu) i amb artilleria, i els 1500 camperols pràcticament desarmats tingué lloc el 15 de juliol de 1693 a Setla de Nunyes, prop de Muro d'Alcoi. La batalla de Setla de Nunyes durà dues hores i finalitzà amb no més de 15 hòmens morts, tots de la banda dels "agermanats".

## Conseqüències
En les setmanes següents a la batalla, diversos esquadrons de cavalleria restabliren l'ordre per les diferents poblacions. Josep Navarro fou executat, com a líder que era del moviment, el 29 de febrer de 1694, i altres vint-i-cinc participants foren condemnats a galeres. Francesc Garcia, que era el principal líder no va ser capturat. Per les condemnes s'ha pogut veure que els grans caps de la revolució eren camperols benestants, mentre que la massa enfurida era gent de la classe social més pobra i miserable.
La Segona Germania fou un pas més per a la centralització de l'estat en un marc monàrquic autoritari. Els nobles veien cada cop més clar que necessitaven l'ajut i protecció de les forces reials, que de mica en mica anava traient-los poder.
Les mateixes reivindicacions continuaren dirimint-se per la via judicial, fins que en 1705, i dins del marc de la Guerra de Successió Espanyola, tornà a esclatar una nova revolta violenta amb les mateixes exigències.